# ڠ
Le 'Ayn trois points suscrits est une lettre de l'alphabet arabe utilisée dans l’écriture du malais avec le jawi ou du swahili. Elle est composée d’un ġayn ‹ غ › diacrité de trois points suscrits au lieu d’un seul point.

## Utilisation
En malais écrit avec le jawi, ‹ ڠ › représente une consonne nasale vélaire voisée [ŋ].
En dioula écrit avec l’adjami, ‹ ڠ › représente une consonne occlusive labio-vélaire voisée [ɡ͡b].
En swahili écrit avec l’adjami, ‹ ڠ › représente une consonne occlusive vélaire voisée [ɡ]
En 2005,  Amir Al-Zubi et Meliha Čičak-Al-Zubi, dans la bande dessinée Hadži Šefko i Hadži Mefko, utilisent l’arebica de Čausević, notamment avec la lettre  ‹ ڠ › pour la consonne [dʑ].